# Cambarus parrishi
Cambarus parrishi е вид ракообразно от семейство Cambaridae.

## Разпространение и местообитание
Видът е разпространен в САЩ (Джорджия и Северна Каролина).
Обитава сладководни басейни, реки и потоци.